# Лібія жовтоока
Лібія жовтоока (Lybius dubius) — вид дятлоподібних птахів родини лібійних (Lybiidae).

## Поширення
Вид поширений в Західній Африці від Сенегалу до ЦАР. Живе у галерейних лісах, узліссях, на плантаціях.

## Опис
Тіло завдовжки 26 см. Птах досить пухкий, з короткою шиєю, великою головою і коротким хвостом. Голова, спина, хвіст і груди чорні. Горло і живіт червоні. Є жовта пляма навколо очей. Огузок білий. Масивний дзьоб жовтого кольору. В основі дзьоба є розвинений пучок щетинок.

## Спосіб життя
Трапляється групами з 4-5 птахів. Живиться комахами і плодами. Гніздиться у дуплах дерев. Відкладає два яйця.